# Good morning, Babilonia
Good morning, Babilonia es una película franco-italiana de drama estrenada en 1987, escrita y dirigida por los hermanos Paolo y Vittorio Taviani.
Está inspirada en eventos y en dos personajes reales de la historia del cine. Nicola y Andrea, los personajes principales, están basados en los hermanos D'Amico, dos inmigrantes italianos que trabajaron como decoradores y diseñadores de escenografía en el cine estadounidense de principios del siglo XX.
La película fue seleccionada para competir fuera de concurso en el Festival Internacional de Cine de Cannes de 1987 y recibió críticas positivas por su dirección, cinematografía y diseño de producción.

## Sinopsis
La película cuenta la historia de dos hermanos italianos, Nicola y Andrea Bonnano, que tras la quiebra a la empresa familiar, emigran a los Estados Unidos a principios del siglo XX para trabajar en el incipiente cine mudo de Hollywood. Allí serán contratados como constructores de escenografías y decorados para el cineasta D. W. Griffith, que empezaba el rodaje de su fastuosa película Intolerancia.

## Reparto
- Vincent Spano	como Nicola Bonnano
- Joaquim de Almeida como Andrea Bonnano
- Greta Scacchi como Edna Bonnano
- Désirée Nosbusch como Mabel Bonnano
- Omero Antonutti como Padre Bonnano
- Bérangère Bonvoisin como Sra. Griffith
- David Brandon como Grass, director de producción de Griffith
- Brian Freilino como Thompson, ayudante de  Griffith
- Margarita Lozano como	La veneciana
- Massimo Venturiello como Duccio Bonnano
- Andrea Prodan como Cámara irlandés
- Charles Dance como D.W. Griffith